# Patto di Locarno
Con il nome di patto di Locarno si indicano in realtà sette distinti trattati e accordi internazionali stilati tra vari Stati europei sul finire del 1925.
Dopo la prima guerra mondiale, il ripristino di una pace stabile in Europa era compito di assoluta priorità. Il trattato di Versailles aveva posto le basi di questo processo, tuttavia si trattava di una pace imposta che i paesi vinti non accettavano. L'applicazione arbitraria del principio di nazionalità, gli squilibri economici, l'affermarsi di nuovi equilibri di potere e la nascita di nuovi Stati crearono un complesso di tensioni che mettevano costantemente alla prova il sistema costruito a Versailles. In particolare era necessario risolvere la questione tedesca, favorendo un riavvicinamento tra vincitori e vinti.
In questo contesto si inseriscono gli accordi di Locarno, elaborati durante la Conferenza di Pace tenuta a Locarno nel Palazzo del Pretorio dal 5 al 16 ottobre 1925 e firmati a Londra il 1º dicembre dello stesso anno.

## I trattati e le convenzioni

I firmatari del Trattato di Locarno

Noti nel loro complesso come Patto di Locarno, i trattati e le convenzioni sono di diversa tipologia e non furono tutti firmati dalle stesse potenze.
Il trattato principale fu il cosiddetto Patto Renano (tra Germania, Francia, Belgio, Gran Bretagna e Italia), secondo il quale Germania da una parte, e Francia e Belgio dall'altra "riconoscevano" i confini, con l'impegno di non violare le comuni frontiere, come stabilito nel trattato di Versailles. Tale accordo sancì inoltre la smilitarizzazione della zona sulla sponda est del Reno, il divieto di ogni aggressione e l'obbligo di ricorrere all'arbitrato pacifico in caso di controversie. Italia e Gran Bretagna, quali garanti del Patto, si impegnavano a difendere quella delle due parti che fosse stata attaccata.
Due convenzioni firmate dalla Germania, una con la Francia e l'altra con il Belgio, definivano la procedura arbitrale da seguire in caso di conflitto.
La Germania, in quest'occasione nuovamente trattata alla pari delle altre potenze, accettò così i confini occidentali scaturiti dalla guerra (in particolare la rinuncia a pretese sull'Alsazia-Lorena).
La Germania concluse inoltre trattati con la Polonia e con la Cecoslovacchia, in cui si stabiliva di voler regolare secondo il diritto internazionale e mediante una procedura d'arbitrato pacifico le eventuali divergenze.

## Una pericolosa illusione?
Il Patto di Locarno entrò in vigore nel 1926, quando la Germania fu accolta in seno alla Società delle Nazioni: fu l'inizio di un breve, ma intenso periodo di distensione e di collaborazione.
Il Patto di Locarno fu denunciato da Hitler il 7 marzo 1936 con la rimilitarizzazione della Renania, in un clima internazionale ormai totalmente mutato e degradato.
I giudizi sul Patto di Locarno non sono unanimi. Alcuni storici, scorgendo un collegamento diretto con gli eventi che portarono alla seconda guerra mondiale, considerano questi trattati un “pezzo di carta” senza valore, una pericolosa illusione. Secondo i critici, gli Accordi di Locarno rappresentano lo smantellamento del sistema repressivo antitedesco di Versailles e perciò una delle premesse che hanno reso possibili le successive aggressioni naziste. Interessante, a questo proposito, è il fatto che Hitler denunciò gli Accordi di Locarno perché li riteneva una prosecuzione della politica di Versailles, che imponeva “servitù” alla Germania sconfitta.
Secondo gli storici dei paesi dell'Europa dell'est, inoltre, il Patto di Locarno aveva sancito due gradi di frontiere, le prime garantite dalle potenze, mentre le altre non lo erano. Con ciò, a loro avviso, si era in pratica invitata la Germania ad attivare una politica espansionista verso est. Gli accordi sono stati anche interpretati come un'ammissione di debolezza da parte della Società delle Nazioni, costretta a propugnare soluzioni regionali, poiché non riusciva a proporre una pace globale. Dal canto suo, la storiografia d'ispirazione sovietica e comunista ha sempre ritenuto il Patto di Locarno una manovra del capitalismo imperialista, soprattutto inglese, per creare un blocco contro l'URSS. La scomparsa dell'URSS nel 1989 ha assestato un colpo decisivo a questa linea interpretativa, dando al contempo vita nei paesi dell'est ad un rinnovato (e anche critico) interesse storiografico per gli avvenimenti del 1925.

## L'esprit de Locarno: anni di pace e collaborazione
Per altri invece il Patto di Locarno ha rappresentato la svolta fra gli anni di guerra e gli anni di pace. Ha messo un termine alle ostilità tra la Francia e la Germania ed è stato il “vero” trattato di pace, mettendo fine al turbolento periodo di assestamento post-bellico, suggellando lo status quo etno-territoriale ed ideologico raggiunto. L'accordo, a differenza dei tradizionali sistemi d'alleanze, non era diretto contro altri Stati e aveva una durata illimitata. Indicava che la mediazione dei contrasti era da ricercare nel diritto internazionale e nell'arbitrato. Inoltre era stato all'origine di un nuovo clima di fiducia tra gli Stati. La suddivisione in vinti e vincitori era stata superata per sviluppare un progetto d'intesa comune. E, negli anni successivi, gli Accordi di Locarno furono presi a modello quale possibile soluzione elastica e pragmatica per i conflitti regionali: in particolare si era proposta una “Locarno” per i Balcani.
La Conferenza di Locarno è stata considerata una premessa per il Patto Briand-Kellogg (1928), a cui aderirono una sessantina di Stati impegnandosi a considerare la guerra uno strumento illegale. Ai protagonisti della conferenza, Aristide Briand, Gustav Stresemann e Austen Chamberlain fu conferito il Premio Nobel per la Pace.